# Certhia himalayana
Il rampichino dell'Himalaya o rampichino codabarrata (Certhia himalayana Vigors, 1832) è un uccello passeriforme della famiglia Certhiidae.

## Descrizione

### Dimensioni
Misura 14 cm di lunghezza, per 7,8-10,3 g di peso.

### Aspetto

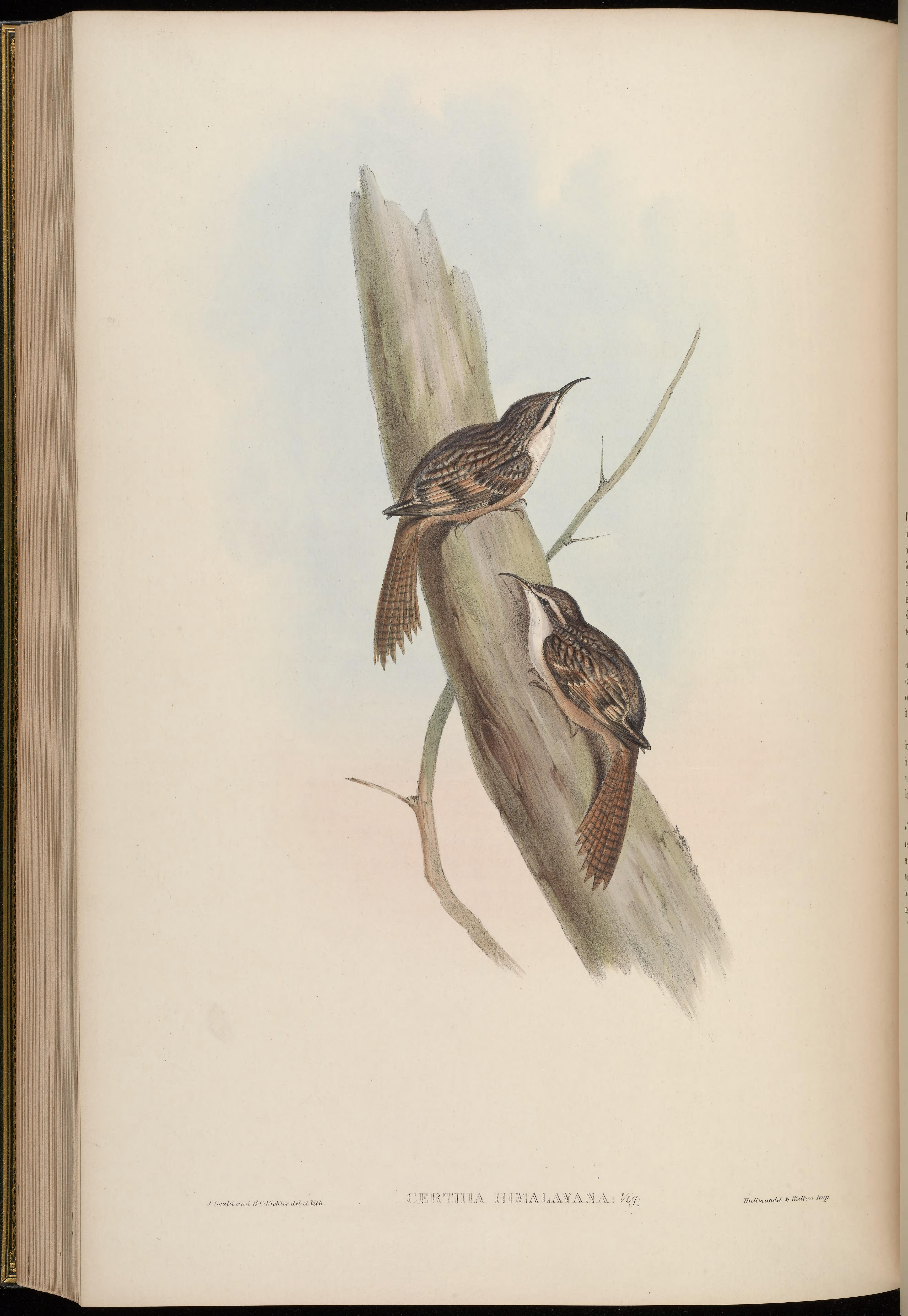
illustrazione a cura di Gould.

Si tratta di uccelletti dall'aspetto paffuto e arrotondato, muniti di grossa testa piriforme (arrotondata sulla nuca e allungata nel senso del becco) che sembra incassata direttamente nel torso, becco piuttosto lungo e sottile incurvato verso il basso, ali appuntite, coda squadrata piuttosto lunga e dalle penne rigide e forti zampe dalle lunghe dita artigliate. Il becco diviene via via più lungo in rapporto alle dimensioni corporee man mano che si procede verso est nell'areale della specie.
Il piumaggio è di colore grigio-brunastro scuro su fronte, vertice, nuca, dorso, e ali, con screziature chiare e scure che gli conferiscono un aspetto mimetico: l'area cefalica e le spalle tendono ad essere più chiare e tendenti al grigio, mentre le ali (in particolar modo le remiganti e l'area scapolare) sono più scure e tendenti al nerastro, con presenza di una barra trasversale di color bruno-nocciola orlata di nero sulle remiganti. Il sopracciglio, la gola, il petto ed il ventre sono bianchi, mentre dai lati del becco parte una banda di colore bruno scuro che forma una mascherina attorno agli occhi e copre anche le guance, prima di congiungersi nel bruno della nuca: la coda, invece, è di un caldo color nocciola, con fitte striature trasversali di colore bruno scuro.

La livrea tende a scurirsi man mano che si procede in direttrice E-W.
Il becco è nerastro superiormente e grigio-avorio inferiormente, gli occhi sono di color bruno scuro e le zampe sono anch'esse di color grigio-nerastro.

## Biologia

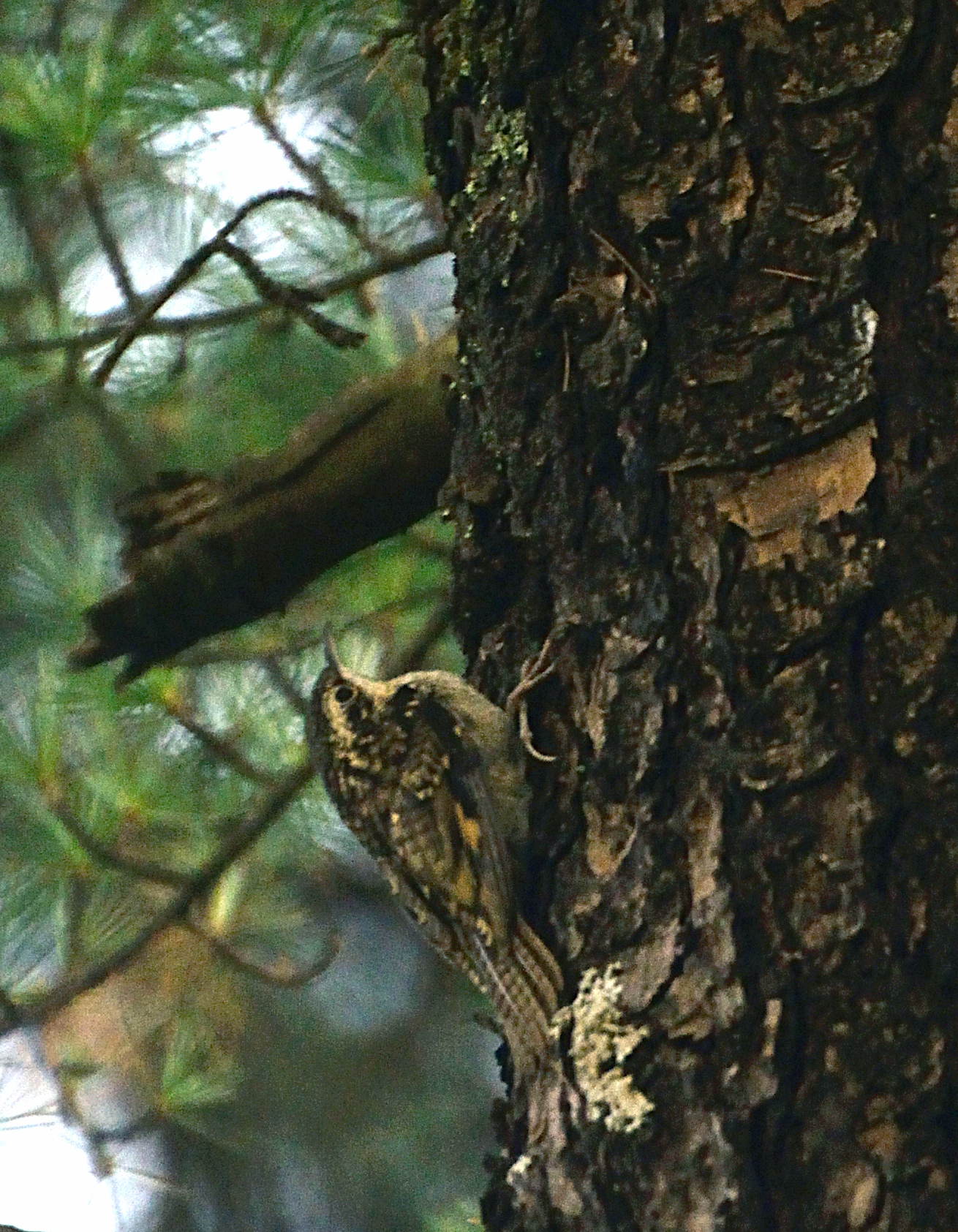
Giovane esemplare a Dharamkot.

Si tratta di uccelli che vivono da soli o in coppie e sono attivi soprattutto durante il giorno, cercando attivamente il cibo fra i tronchi degli alberi, sondando le spaccature della corteccia col becco lungo e sottile ed aiutandosi a fare presa anche sulle superfici verticali con gli artigli uncinati e la coda rigida, che viene utilizzata come punto d'appoggio.
Il richiamo di questi uccelli è rappresentato da serie di 7-12 note disillabile fischiate, emesse a coppie, con una nota ascendente e l'altra discendente.

### Alimentazione
Si tratta di uccelli insettivori, che si nutrono dei piccoli invertebrati e delle loro larve che riescono a reperire nelle spaccature della corteccia o sotto di esse: raramente i rampichini dell'Himalaya scendono al suolo per cercare il cibo, così come altrettanto raramente (soprattutto durante i mesi invernali) si nutrono di cibo di origine vegetale, come semi, pinoli e bacche.

### Riproduzione
Il rampichino dell'Himalaya è un uccello monogamo, che si riproduce fra aprile e luglio: la femmina si occupa sia della costruzione del nido (una coppa di rametti e licheni foderata internamente di piumino e ubicata sotto un pezzo di corteccia prossimo al distacco) che della cova delle 3-7 uova (che dura circa due settimane), mentre il maschio sceglie assieme ad essa il sito di ubicazione del nido e la nutre durante l'incubazione delle uova, colalborando con lei all'allevamento della prole.

I nidiacei, ciechi ed implumi alla schiusa, s'involano fra le due e le tre settimane di vita, rimanendo coi genitori presso il nido (seguendoli nei loro spostamenti e chiedendo loro l'imbeccata) fino a un mese circa dalla schiusa, prima di allontanarsene definitivamente.

## Distribuzione e habitat

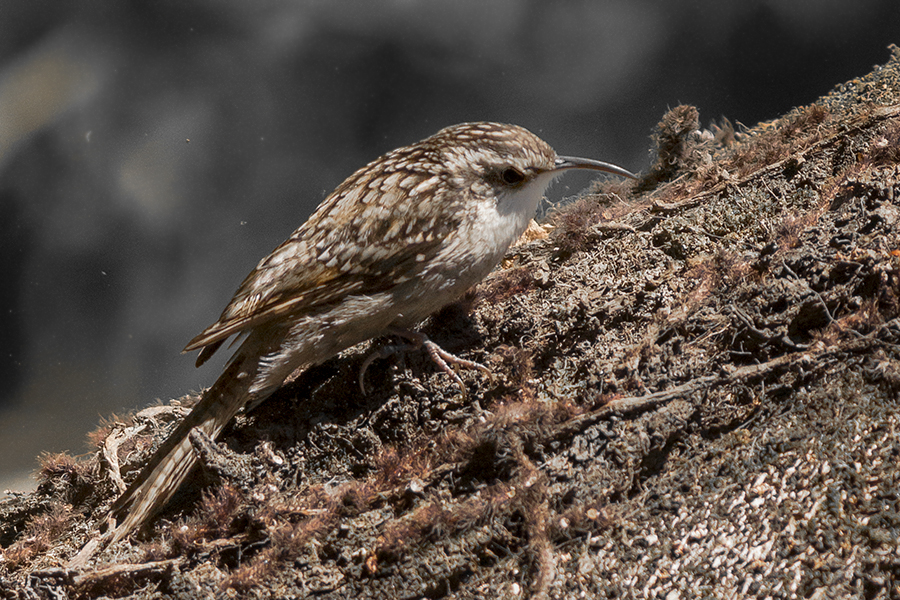
Esemplare nel distretto di Nainital.

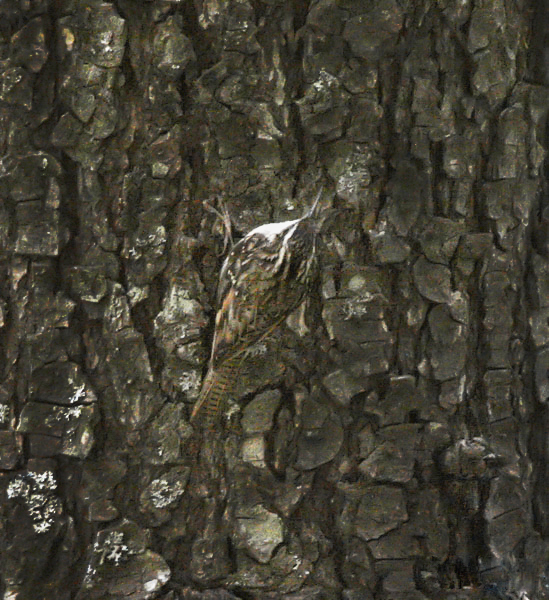
Esemplare mostra le sue doti mimetiche nel distretto di Kullu.

Come intuibile sia dal nome comune che dal nome scientifico, il rampichino dell'Himalaya occupa la fascia pedemontana sud-occidentale dell'Himalaya: la specie non è comunque limitata a tale areale, vivendo anche nel Tian Shan, nell'Hindu Kush e nelle aree montuose dell'area di confine fra India, Birmania, Tibet e Cina, spingendosi nel centro del paese. Una popolazione isolata popola anche la Birmania centro-occidentale.

Le popolazioni della porzione centrale e orientale dell'areale occupato dalla specie tendono ad essere stanziali, effettuando perlopiù spostamenti di natura altitudinale (scendendo cioè a quote inferiori durante il periodo freddo): le popolazioni occidentali, invece, tendono a migrare verso sud durante i mesi invernali, scendendo fino al Belucistan pakistano.
L'habitat di questi uccelli è rappresentato dal limitare delle foreste di conifere, in aree possibilmente con presenza di grossi alberi dalla corteccia spaccata.

## Tassonomia
Se ne riconoscono quattro sottospecie:
- Certhia himalayana himalayana Vigors, 1832 - la sottospecie nominale, diffusa in Afghanistan orientale (fra il Nurestan e Kandahar), Pakistan settentrionale, Kashmir meridionale, estremo nord-ovest dell'India e Nepal occidentale;
- Certhia himalayana taeniura Severtsov, 1873 - diffusa in Uzbekistan orientale, Kirghizistan, Turkmenistan sud-orientale, Tagikistan, Uiguristan occidentale ed Afghanistan settentrionale, con un singolo avvistamento nel sud del Kazakistan[3];
- Certhia himalayana yunnanensis Sharpe, 1902 - diffusa dal Tibet sud-orientale e all'estremo nord della Birmania al Gansu sud-occidentale attraverso il sud dello Shaanxi, lo Yunnan occidentale e il Guizhou sud-occidentale;
- Certhia himalayana ripponi Kinnear, 1929 - endemica dello stato Chin;

Alcuni autori riconoscerebbero anche le sottospecie infima del Nepal e limes del Gilgit-Baltistan, ambedue sinonimizzate con la nominale: nonostante l'areale disgiunto e le differenze morfologiche anche marcate fra le varie popolazioni, la diversità genetica della specie è piuttosto bassa.